# Lucilia iris
Lucilia iris är en tvåvingeart som beskrevs av Shannon 1926. Lucilia iris ingår i släktet Lucilia och familjen spyflugor.
Artens utbredningsområde är Peru. Inga underarter finns listade i Catalogue of Life.